# Eliza Acton
Eliza Acton, född 1799, död 1859, var en brittisk kokboksförfattare.  
Hon utgav 1845 den berömda kokboken Modern Cookery for Private Families, som har kallats den första moderna kokboken; den introducerade bland annat den nu självklara detaljen att förse recepten med en lista på ingredienser och en ungefärlig tillagningstid.